# Schwarzdelfin
Der Schwarzdelfin (Aethalodelphis obscurus) ist ein sehr geselliger und verspielter Delfin, der in den Küstengewässern der südlichen Hemisphäre vorkommt. Erstmals beschrieb ihn der britische Walforscher John Edward Gray. Genetischen Analysen zufolge ist er sehr nah verwandt mit dem nordpazifischen Weißstreifendelfin (Aethalodelphis obliquidens), über seinen Status als selbständige Art sind sich die Wissenschaftler jedoch einig.
Der Artzusatz im wissenschaftlichen Namen ist das lateinische Wort obscurus (dunkel/dämmrig).

## Merkmale
Schwarzdelfine erreichen eine Körperlänge von bis zu 2,1 Metern und eine Masse von 70 bis 85 Kilogramm, wobei die Größe innerhalb der einzelnen Populationen stark variieren kann. Die größten Exemplare finden sich in den Küstengewässern vor Argentinien. Sie haben einen gedrungenen Rumpf und eine relativ kurze Schnauze. Die gebogene, spitz zulaufende Rückenflosse liegt etwas hinter der Körpermitte. Die Brustflossen sind klein und gebogen mit abgerundeten Spitzen. Die Rückenfärbung der Delfine liegt zwischen dunkelgrau und schwarz, wobei ihre Finne an der Vorderkante dieselbe Färbung trägt, an der Hinterkante jedoch deutlich heller ist; die Kehle und der Bauch sind hellgrau bis weiß. Auf jeder Seite verläuft ein weißer Streifen vom Rücken bis hin zu einem breiten, hellgrauen Fleck am Schwanz. Zwischen diesem Fleck und dem Streifen verbleibt ein charakteristischer, dornförmiger Abschnitt der dunklen Rückenfärbung, durch welchen diese Art stets zu erkennen ist. Die Augen sind von einem schmalen, dunkelgrauen Ring umgeben. Die Brustflossen sind blassgrau und gehen an den Rändern in dunkelgrau über.

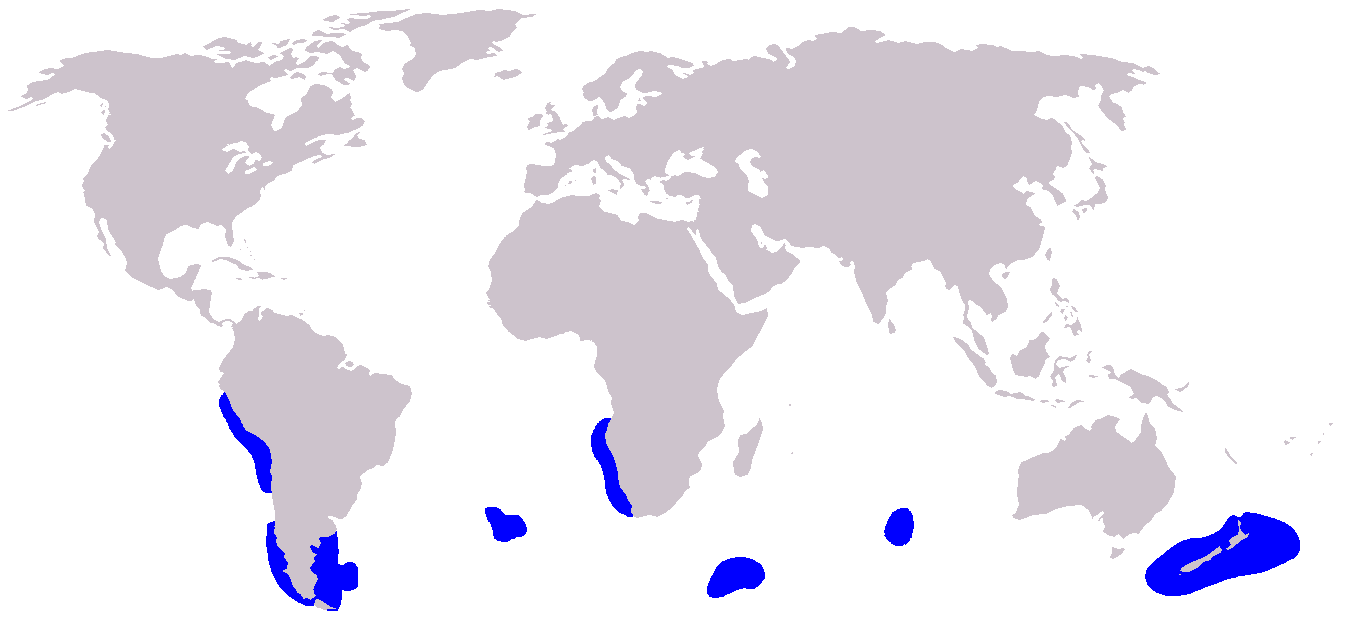
Verbreitungsgebiet

## Verbreitung und Lebensraum
Schwarzdelfine leben in den Küstenbereichen Südamerikas im Bereich von Chile, Peru, Argentinien und den Falklandinseln, an der Westküste Afrikas vor Namibia und Südafrika sowie an der Ostküste Neuseelands. Daneben kann man sie auch bei Tasmanien, New South Wales und verschiedenen Inselgruppen der südlichen Ozeane finden. Sie können weite Strecken zurücklegen, dabei geht man jedoch nicht von regelmäßigen Wanderungen aus.
Schwarzdelfine leben meist küstennah über den Kontinentalhängen bei Wassertemperaturen von 10 bis 18 °C.

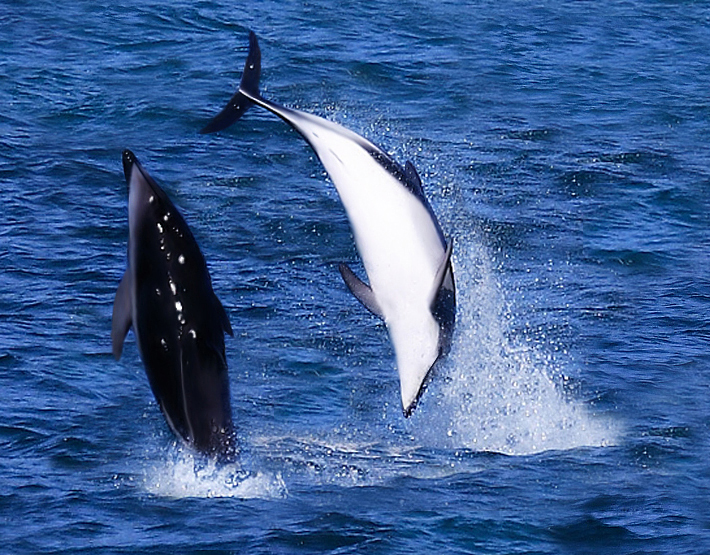
Schwarzdelfine an der Westküste Südafrikas

## Lebensweise
Die Tiere sind gesellig und leben in Gruppen von 20 bis 500 Exemplaren. Es wurden jedoch schon Gruppen mit mehr als 1000 Individuen beobachtet. Kleine Gruppen bilden die Tiere vor allem in den Wintermonaten. Schwarzdelfine sind sehr akrobatisch und neugierig und oft werden sie bei hohen Sprüngen beobachtet oder sie schwimmen auf Boote zu. Tauchgänge sind meist kurz (ca. 20 Sekunden), bei der Nahrungssuche können sie aber länger tauchen (mehr als 90 Sekunden). Schwarzdelfine ernähren sich von einer Vielzahl von Fischarten, darunter sind Sardellen, Seehechte und Laternenfische. Einige Populationen fressen auch Kalmare. Jungtiere werden im Südsommer nach einer Trächtigkeitsdauer von etwa 13 Monaten geboren. Mit einem Alter von einem halben Jahr werden sie entwöhnt. Schwarzdelfine können etwa 35 Jahre alt werden.

## Systematik
Der Schwarzdelfin wurde 1828 durch den britischen Zoologen John Edward Gray unter der Bezeichnung Delphinus obscurus erstmals wissenschaftlich beschrieben. Später wurde er der Gattung Lagenorhynchus zugeordnet, die 1846 ebenfalls von Gray eingeführt wurde. Die Gattung ist jedoch nicht monophyletisch. Der Weißschnauzendelfin (Lagenorhynchus albirostris), die Typusart der Gattung Lagenorhynchus, hat eine relativ basale Stellung im Stammbaum der Delfine, während der Schwarzdelfin und seine Schwesterart, der Weißstreifendelfin zur Unterfamilie Lissodelphininae gehören. Anfang 2025 wurden der Schwarzdelfin und der Weißstreifendelfin deshalb die neue Delfingattung Aethalodelphis verschoben.
Es werden drei Unterarten unterschieden:
- Aethalodelphis obscurus obscurus (Gray, 1828), an den Küsten von Namibia und Südafrika, bei der Prinz-Edward-Insel und der Amsterdam-Insel.
- Aethalodelphis obscurus fitzroyi (Waterhouse, 1838), an der Küste von Argentinien.
- Aethalodelphis obscurus posidonia (Philippi, 1893), an der Küste von Chile und Peru.

Eine bisher noch unbeschriebenen Form lebt bei Neuseeland, den Campbell-Inseln, den Aucklandinseln und Chatham Island.

## Bedrohung und Schutz
Die Anzahl der heute noch lebenden Schwarzdelfine ist unbekannt, von einer Gefährdung wird jedoch nicht ausgegangen. Eine Schätzung der Tiere Patagoniens in den 1990er Jahren ergab eine regionale Population von etwa 7.000 Tieren.
An der Küste von Peru werden die Schwarzdelfine mit Harpunen gejagt und kommerziell genutzt, vor allem als Köder für die Krabbenfischerei. Dabei werden jährlich einige tausend Tiere getötet. Außerhalb Perus ist die Hauptgefahr für die Delfine der Tod in Fischernetzen, in denen sie sich regelmäßig verfangen und ertrinken können. Die Anzahl dieser Unfälle hat jedoch abgenommen, seit die Schleppnetzfischerei größtenteils verboten wurde.
Aufgrund ihrer akrobatischen "Künste" und der Verspieltheit gehören die Schwarzdelfine zu den beliebtesten Zielen von Walbeobachtungstouristen (Whale-Watching), vor allem vor Kaikoura, Neuseeland, wo die Touren zugleich auch für die Beobachtung der Pottwale genutzt werden können.

## Belege
1. ↑  
Conder & Strahan (Hrsg.): Dictionary of Australian and New Guinean Mammals. CSIRO PUBLISHING, 2007, ISBN 978-0-643-10006-0, S. 63 (Lagenorhynchus obscurus).
2. 1 2 3 4 5  
Russell A. Mittermeier & Don E. Wilson, 2014, Delphinidae, S. 410–526 in Handbook of the Mammals of the World – Volume 4 Sea Mammals. Barcelona, Lynx Edicions, ISBN 978-84-96553-93-4
3. ↑  
J. E. Gray (1828): Spicilegia Zoologica; or original figures and short systematic descriptions of new or unfigured animals. Part I. Treüttel, Würtz and co.: London. S. 1–8
4. ↑  
J. E. Gray (1846): On the Cetaceous Animals. Part III: in J. E. Gray u. J. Richardson (Hrsg.): The Zoology of the voyage of H. M. S. Erebus & Terror, under the command of Captain Sir James Clark Ross during the years 1839 to 1843. Janson, London 1844–75.
5. ↑  
Michael R McGowen, Georgia Tsagkogeorga, Sandra Álvarez-Carretero, Mario dos Reis, Monika Struebig, Robert Deaville, Paul D Jepson, Simon Jarman, Andrea Polanowski, Phillip A Morin u. Stephen J Rossiter:  Phylogenomic Resolution of the Cetacean Tree of Life Using Target Sequence Capture. Systematic Biology, Volume 69, Issue 3, Mai 2020, S. 479–501, doi: 10.1093/sysbio/syz068
6. 1 2  
Anders Galatius, Carl Christian Kinze, Morten Tange Olsen, Jakob Tougaard, Dietrich Gotzek, Michael McGowen: Phylogenomic, morphological and acoustic data support a revised taxonomy of the lissodelphinine dolphin subfamily. Molecular Phylogenetics and Evolution, Februar 2025, 108299, doi: 10.1016/j.ympev.2025.108299
7. ↑  
Committee on Taxonomy: List of Marine Mammal Species and Subspecies, Juli 2024